# Остринка (річка)
Остринка — річка в Білорусі у Щучинському районі Гродненської області. Ліва притока річки Котра (басейн Німану).

## Опис
Довжина річки 17 км, похил річки 2,5 м/км , площа басейну водозбору 87 км² . Формується притоками та безіменними струмками. Річище протягом 4 км каналізоване.

## Розташування
Бере початок за 1 км на південно-західній околиці села Лейкі. Тече переважно на північний захід і біля озера Корево впадає у річку Котру, праву притоку річки Німану.